# Готвальд, Франциска
Франциска Готвальд (нем. Franziska Gottwald; род. 1971) — немецкая исполнительница вокала меццо-сопрано, музыкальный педагог. Лауреат первой премии XIII Международного конкурса имени Баха (2002).

## Биография
Франциска Готвальд родилась в 1971 году в Марбурге, Гессен. Свои первые академические уроки вокала получила в возрасте шестнадцати лет у известного педагога Ойгена Рабина. В дальнейшем проходила обучение в Музыкальных академиях в Саарбрюккене, Ганновере и Веймаре.
Некоторое время Франциска исполняла отдельные партии в Государственной опере в городе Ганновере. На протяжении четырёх лет, с 1998 года, была участницей ансамбля Немецкого национального театра Веймара, исполняла партии Гензель в Гензеле и Гретель, Керубино и фрау Райх.
В 2004 году она была участницей Берлинского оперного театра, исполняла партию в Дон Кихоте у дирижёра Ганса Зендера. В 2006 году она исполнила роль Licida в L'Олимпиаде в оперном театре Ла Фениче в Венеции. В 2007 году она исполняла роль Фернандо в театре Комунале в Ферраре в первой современной живой постановке оперы Вивальди "Мотесума", которая была вновь поставлена и частично изменена.
С 2001 года она выступает как исполнительница больших концертов, много гастролирует. Сотрудничала с Рейнхардом Гебелем и ансамблем "Musica Antiqua Köln". Принимала участие в проекте Тона Купмана по записи полных вокальных произведений Иоганна Себастьяна Баха с амстердамским оркестром и хором в стиле барокко. В настоящее время, помимо исполнительства, работает учителем по вокалу.
В 2002 году она была удостоена первой премии в категории «Женский голос» на XIII Международном конкурсе Баха в Лейпциге.

## Дискография
- Готфрид Август Гомилиус: Рождественские и рождественские кантаты. cpo. (2019);
- Гданьские кантаты в стиле барокко. Дабрингхаус и Гримм (2017);
- Gürzenich Orchestra live / симфонический концерт 12, 12/13;
- Антонио Вивальди: L'oracolo в Messenia overo La Merope. Кельн (2012);
- Феликс Вайнгартнер: Симфония № 7 op.88 до мажор для солистов, хора, органа и большого оркестра. Музыкальное производство Cpo (2012);
- Феликс Мендельсон Бартольди: Элайджа. Дабрингхаус и Гримм (2010);
- Георг Фридрих Гендель: Самсон. Карус-Верлаг (2009);
- Антонио Сальери: Пассия Ностро Синьоре Джезу Кристо. Дельта Музыка (2004);
- Зигмунд Теофил Штаден: Зелевиг. Производство музыки Cpo (2004);
- Рихард Штраус: Сочинения для хора (выборка). Торофон (2001).